# 恋人と呼べないDistance
「恋人と呼べないDistance」（こいびととよべないディスタンス）は1992年12月20日にZAIN RECORDSから発売されたMANISHの1枚目のシングル。

## 内容
- 「恋人と呼べないDistance」は、テレビ朝日系バラエティ番組『ついておいでよ男たち』のエンディングテーマ。
- 本作について「納得のいく作品ではなかった」という理由から彼女たちの強い要望によりディスコグラフィーに掲載されず、メーカーカタログからも廃盤扱いになっている。その為かあまり数も出回っておらず、カップリング曲がアルバム未収録曲ということもあり、現在でもCDが高値で取引されている。

## 収録曲
編曲：明石昌夫
1. 恋人と呼べないDistance
  - 作詞：小田佳奈子・すみれ　作曲：すみれ
2. ロマン作戦Go! and Go!
  - 作詞：大黒摩季　作曲：西本麻里
3. 恋人と呼べないDistance（Instrumental）

## 参加ミュージシャン
- 鈴木英俊 - ギター

## 収録アルバム
- 『MANISH』（#1）
- 『complete of MANISH at the BEING studio』（#1）
- 『BEST OF BEST1000』（#1）
  - 上記3作に収録されているバージョンは、アレンジ違いの別バージョンで、今シングルのバージョンはアルバム未収録。